# 北条基時
北条 基時（ほうじょう もととき）は、鎌倉時代末期の北条氏一門の武将。鎌倉幕府の第13代執権（在職：正和4年7月11日（1315年8月11日） - 正和5年7月9日（1316年7月28日））である。普恩寺 基時（ふおんじ もととき）とも呼ばれる。

## 生涯

### 執権就任以前
父は普恩寺流の北条時兼。子に最後の六波羅探題北方となった北条仲時がいる。
正安3年（1301年）6月7日に六波羅探題北方として上洛する。乾元2年（1303年）10月20日、六波羅探題職を辞職し、鎌倉に戻り評定衆に列する（評定衆にはなっていないとする説もある）。嘉元3年（1305年）8月22日、引付衆に列し、三番引付頭人となる。延慶2年（1309年）3月15日には四番引付頭人、延慶3年（1310年）2月18日には三番引付頭人に異動。同年、信濃守護に任命された。応長元年（1311年）10月25日には二番引付頭人に異動したが、正和2年（1313年）7月16日には引付頭人を辞任している。同日に一番引付頭人の塩田国時と四番引付頭人の大仏維貞もそろって辞任しており、彼らと執権の北条煕時との間に何らかの確執があった可能性を指摘し、煕時の連署不設置もそれが理由ではないかと推測する見解がある。

### 第13代執権就任
正和4年（1315年）7月11日に執権北条煕時が病で辞任したため、後任の執権として就任した。7日後の7月19日に正五位下相模守に転ずるが、幕政の実権は亡き得宗の北条貞時から嫡男高時の後見を託されていた内管領の長崎高資や得宗外戚の安達時顕に握られていた。
正和5年（1316年）になると得宗の高時を執権に就けるための準備が行なわれ、7月9日に高時に執権職を譲り、11月20日に出家する。以後は一線から離れたようで中央政界に活動の様子は無い。
嘉暦4年（1329年）、信濃国守護として更級郡船山郷を領していた。

### 元弘の乱と最期
元弘元年（1331年）9月、後醍醐天皇の倒幕計画から元弘の乱が起こると、高時が畿内の反幕勢力討伐に派遣した討手に加わっている。
元弘3年/正慶2年（1333年）5月、鎌倉幕府に反旗を翻した新田義貞らが上野で挙兵して鎌倉に攻め上ってくると、前執権の金沢貞顕や安房・上野・下野の御家人らと共に化粧坂の守備を務めた。基時はよく防衛したが、5日間の激戦の末に極楽寺坂や巨福呂坂など別の攻め口から突破した新田軍が鎌倉市街に侵入したため、この合戦の2週間前に六波羅探題として近江番場で自害した嫡子の仲時の後を追うように、残り少なくなった部下と共に自害した。享年48。
辞世の歌は「待てしばし 死出の山辺の 旅の道 同く越て 浮世語らん」であり、この歌は先に自刃した仲時の事を思って詠じたと言われる。

## 経歴
※ 日付＝旧暦
- 1299年（正安元年）11月4日、従五位下左馬助に叙任。
- 1301年（正安3年）6月7日、幕府の六波羅探題北方と就る。
- 1303年（嘉元元年）10月20日、六波羅探題退任。
- 1304年（嘉元2年）6月6日、越後守に転任。8月25日、従五位上に昇叙。越後守如元。
- 1305年（嘉元3年）8月22日、三番引付頭人と就る。
- 1306年（徳治元年）2月21日、讃岐守に遷任。
- 1308年（延慶元年）11月8日、正五位下に昇叙。讃岐守如元。
- 1309年（延慶2年）3月15日、四番引付頭人に異動。
- 1310年（延慶3年）2月18日、三番引付頭人に異動。
- 1311年（応長元年）10月25日、二番引付頭人に異動。
- 1313年（正和2年）7月16日、二番引付頭人を辞す。
- 1314年（正和3年）9月21日、讃岐守を辞任。
- 1315年（正和4年）7月11日、執権と就る。7月26日、相模守に任官。
- 1316年（正和5年）7月9日、執権を辞す。11月19日、出家。法名：信忍。
- 1333年（元弘3年）5月22日、自害。享年48。